# María Bonilla Picado
María Bonilla Picado (San José, 10 de abril de 1954) es una escritora, actriz, directora, guionista y profesora costarricense.

## Biografía
Doctora en Estudios Técnicos y Estéticos del Teatro de la Universidad de París VIII, La Sorbona, profesora catedrática de la Universidad de Costa Rica en la Escuela de Artes Dramáticas, donde ha impartido las cátedras de Actuación, Puesta en Escena y Seminarios de Licenciatura y en la Maestría en Artes Escénicas y profesora de la Universidad Veritas en las carreras de Fotografía y Animación Digital en los cursos Semiótica de la imagen, Principios básicos de Actuación e Investigación Dirigida. Fue además, Directora de la Escuela de Artes Dramáticas y del Teatro Universitario de la Universidad de Costa Rica de 2005 a 2009, gestión en la que se inaugura la primera y única sede de ambas instituciones.
Actriz profesional desde 1974, exdirectora de la Compañía Nacional de Teatro (1982-1986) y directora teatral desde 1984, periodo en el cual ha ganado tres Premios Nacionales al Mejor Director (1997-1999 y 2000), trabaja regularmente como actriz y directora teatral en la Compañía Nacional de Teatro, el Teatro Universitario, el Teatro Nacional y grupos independientes, de entre los cuales, es la fundadora y actual directora del Teatro UBU.
Fue Directora del Programa Experimental de la Compañía Cal y Canto, de la Asociación Flamencos de Costa Rica, con la que, durante 6 años, dirigió un espectáculo anual de teatro, poesía, flamenco, música y proyecciones en el Teatro Nacional, así como coorganizar dos Festivales Internacionales de Flamenco en Costa Rica (2001 y 2003).
Pionera de los espectáculos que buscan la integración de poesía, teatro, danza contemporánea, flamenco, música, mimo y fotografía proyectada, ha producido dos espectáculos anuales desde 1998, en unión con: Colegio de Costa Rica, Centro Cultural de México, Centro Cultural de España, SI Productores, Dirección General de Cultura, entre otras instituciones nacionales. Entre las internacionales, ha producido este tipo de espectáculos en Estados Unidos (University of Irvine, California); México (Universidad Anáhuac, Maestría en Teoría Psicoanalítica, Casa de Refugio Citlaltepec), París, Francia, con l´école lacanienne de psychanalyse, entre otras.
Actriz, guionista, locutora, productora y directora de varias emisiones radiales y televisivas semanales, dedicadas a la cultura y al problema de género: Mujeres, en Radio Nacional; Siempre Juglares, en Radio Universidad; Panorama Cultural e Imagen Cultural, en los canales 7 y 13. Actriz, guionista, productora y directora de una serie de seis videos de la Caja Costarricense del Seguro Social dedicados al problema del adulto mayor y la jubilación.
Actriz en varios documentales y cortos de ficción: La Virgen de los Ángeles, dirección de Carlos Freer y Mientras la muerte duerme y La casa de las golondrinas, dirección de Alberto Moreno, así como en tres largometrajes: Gestación, dirigida por Esteban Ramírez,  La región perdida, dirigida por Andrés Heidenreich  y After Words, dirigida por Juan Feldman, en una producción norteamericana, con Marcia Gay Harden y Oscar Jaenada.

## Estudios
- Licenciatura en Artes Dramáticas, Universidad de Costa Rica, 1977.
- Maestría en Estudios Técnicos y Estéticos del Teatro, Universidad de París VIII, La Sorbona, 1978.
- Doctorado en Estudios Técnicos y Estéticos del Teatro de la Universidad de París VIII, La Sorbona, 1980.

## Premios
- Premio Nacional al Mejor Director-1997, Ministerio de Cultura.[4]
- Premio Nacional al Mejor Director-1999, Ministerio de Cultura.
- Premio Nacional al Mejor Director-2000, Ministerio de Cultura.
- Nominación al Florencio Sánchez como Mejor Espectáculo Extranjero a La mujer que cayó del cielo, Asociación de Críticos, Uruguay.
- Premio Fernández Ferraz 2010 a su trayectoria como educadora, Instituto de Cultura Hispánica.
- En 2011 gana el Concurso Escena Viva, dramaturgia nacional, promovido por el Centro Cultural de España y la Compañía Nacional de Teatro.

## Reconocimientos internacionales
Profesora invitada en Estados Unidos (University of California, Irvine y Berkeley); Canadá (Université Laval, Quebec); México (Universidad Anáhuac y Universidad Veracruzana); y conferencista invitada en Estados Unidos (Carnegie Mellon University, Pittsburg; Carroll College, Wisconsin); México (Casa Refugio y Editorial siglo XXI, Ciudad de México); Canadá (University of Montreal, Montreal).
Miembro de Tribunal de Tesis Doctoral en la Universidad Autónoma de Barcelona, España (julio de 2011).
Representante de Costa Rica en Congresos y Festivales Internacionales de Teatro, tanto como conferencista que como actriz y directora teatral con obra en escena en Uruguay, Chile, Perú, Cuba, Colombia, Venezuela, Aruba, Puerto Rico, México, Estados Unidos, Canadá, Bélgica, Francia, España, Grecia, Portugal, Noruega e Italia.